# Oliver Froning
Oliver Froning (ur. 25 lipca 1963 w Münsterze) – niemiecki muzyk, lider i jeden z założycieli niemieckiej grupy muzycznej Dune.
Rozpoczął swą karierę jako „DJ Raw” w 1984, jednak popularność uzyskał w 1992, gdy wraz z producentami Jensem Oettrichem i Berndem Burhoffem stworzył swój projekt muzyczny. Nagrał swój pierwszy utwór Hardcore Vibes, który odniósł ogromny sukces. Po rozpadzie Dune rozpoczął solową karierę. Od 2004 występuje pod dawnym pseudonimem. W 2006 wydał singel „uTopia”.
Od 2014 zaczął używać nazwy dawnego zespołu Dune jako swego pseudonimu